# Anzelm Kazimierz Gąssowski
Anzelm Kazimierz Gąssowski herbu Garczyński (zm. przed 12 kwietnia 1720) – podczaszy bielski w 1698 roku, pisarz grodzki brański w 1718 roku, burgrabia bielski.
Poseł ziemi bielskiej i pełnomocnik ziemi bielskiej w konfederacji warszawskiej 1704 roku.